# Lawrence of Arabia (film)
Lawrence of Arabia (Lawrence van Arabië) is een Engelse biografische avonturenfilm uit 1962 onder regie van David Lean. Het verhaal gaat over de Britse kolonel Thomas Edward Lawrence en is gebaseerd op diens eigen boek. Lawrence of Arabia won zeven Oscars, waaronder die voor beste film en beste regie. De film betekende de internationale doorbraak voor hoofdrolspelers Peter O'Toole en Omar Sharif.
Andere rollen waren voor Alec Guinness, Anthony Quinn, Jack Hawkins, José Ferrer, Anthony Quayle en Claude Rains.
De film is grotendeels gedraaid in Wadi Rum, een woestijngebied in het huidige Jordanië ten noorden van Akaba waar inderdaad een deel van de geschiedenis zich heeft afgespeeld.
De film schetst een beeld van de complexe persoonlijkheid van Lawrence, afgewisseld met woestijnopnamen en actiescènes. De rolprent wordt algemeen beschouwd als een hoogtepunt in de filmgeschiedenis. De historische feiten zijn op hoofdlijnen correct maar, zoals gebruikelijk in films, geromantiseerd weergegeven. Omdat Lawrence een raadselachtige persoonlijkheid was, is het erg moeilijk om te achterhalen wat zijn werkelijke beweegredenen en emoties zijn geweest.

## Verhaal
De film begint op een dag in 1935,  op welke Lawrence, die zich heeft teruggetrokken sinds zijn leven als kolonel, dodelijk verongelukt met de motorfiets. Op een herdenkingsdienst voor hem probeert men inzicht te krijgen in zijn opvallende persoonlijkheid, maar zonder veel succes.
De film wordt verder verteld als flashback, welke begint in Caïro ten tijde van de Eerste Wereldoorlog. Lawrence is een luitenant in het Britse leger, en staat vooral bekend om zijn onbeschaamdheid en zijn kennis over de Bedoeïenen. Tegen protest van de sceptische Generaal Murray in, wordt Lawrence door Mr. Dryden van het Arabisch bureau naar het kamp van Prins Feisal gestuurd om diens geplande opstand tegen de Turken te bespreken.
Onderweg naar het kamp wordt Lawrences gids gedood door Sherif Ali omdat hij zonder toestemming uit een bron drinkt. Nabij Feisals kamp ontmoet Lawrence zijn bevelhebber kolonel Brighton. Deze beveelt hem om zijn bezoek aan Feisal zo kort mogelijk te houden. Lawrence negeert dit bevel en trekt tijdens het bezoek al snel de aandacht van de prins.
Na een verpletterende nederlaag van Feisals troepen, geeft Brighton hem het advies zich terug te trekken naar Yanbu. Lawrence komt echter met een ander plan: een gewaagde aanval op Akaba. Indien de stad wordt ingenomen, hebben de Britten een haven van waaruit ze de opstandelingen van voorraden kunnen voorzien. De stad is vanuit zee goed verdedigd, maar Lawrence stelt een verrassingsaanval voor op de minder zwaar verdedigde landkant. Met een groep van 50 mannen, aangevoerd door Sheriff Ali, vertrekt Lawrence richting Akaba. Twee tieners, Daud en Farraj, reizen stiekem mee. De groep doorkruist de Nefudwoestijn, en reist dag en nacht door. Een man, Gasim, blijft aanvankelijk in de woestijn achter omdat hij niet verder kan reizen, maar Lawrence riskeert zijn leven om hem terug te halen. Hiermee wint hij van iedereen respect.
Lawrence ontmoet Auda Abu Tayi, de leider van een machtige lokale Howeitatstam. Hij haalt hem over zich ook tegen de Turken te keren door te beweren dat er goud zou liggen in Akaba. Lawrences plan mislukt bijna omdat een van Ali’s mannen een van Auda’s mannen doodt vanwege een vete. Om de vrede tussen de twee groepen te bewaren, besluit Lawrence de moordenaar persoonlijk te executeren. Tot zijn schok blijkt dit Gasim te zijn. Hij houdt woord en schiet de man neer. De volgende dag vallen Ali’s leger en Auda’s leger gezamenlijk Akaba aan en veroveren de stad. Auda is teleurgesteld dat er geen goud in de stad ligt, maar Lawrence belooft dat de Britten hem goud zullen geven.
Lawrence vertrekt naar Caïro om Dryden en zijn nieuwe generaal, Edmund Allenby, van zijn overwinning op de hoogte te stellen. Hij wordt gepromoveerd tot majoor en krijgt wapens en geld om de Arabieren te steunen. Aanvankelijk weigert hij omdat hij geschokt is van zijn eigen genoegen om Gasim te executeren, maar de generaal overtuigt hem dat hij geknipt is voor dit werk. Voor hij weer vertrekt, vraagt Lawrence de generaal nog of de angst van de Arabieren dat de Britten de macht over zullen nemen als de Turken eenmaal verdreven zijn gegrond is. Volgens de generaal is dit niet het geval.
Met zijn nieuwe rang en hulpmiddelen opent Lawrence een Guerrilla-oorlog tegen de Turken. Zo blaast hij de treinen van de Hidjazspoorweg op. De Amerikaanse oorlogsverslaggever Jackson Bentley helpt Lawrence wereldberoemd te maken door te schrijven over zijn daden. De winter nadert echter en veel stamleden keren huiswaarts, waardoor Lawrence het met steeds minder soldaten moet stellen. Farraj gaat slordig om met een dynamiet-ontsteker en raakt zwaargewond als het ding op zijn lijf afgaat, en Lawrence is gedwongen hem dood te schieten zodat hij niet in Turkse handen zal vallen.
Met nog maar 20 man in zijn leger, besluit Lawrence de stad Daraa te verkennen als mogelijk volgend doelwit. Hij wordt gevangen en samen met enkele Arabische inwoners naar de Turkse bei gebracht. Hij wordt hardhandig geslagen, verkracht en dan de straat opgegooid.
Lawrence bereikt Jeruzalem, waar Allenby hem aanspoort terug te gaan en door te vechten om Damascus in handen te krijgen. Lawrence is door alle ervaringen veranderd en wil eerst niet terugkeren. Uiteindelijk zoekt hij met tegenzin weer een leger bijeen, bestaande uit voornamelijk moordenaars en rovers die vooral meedoen voor het geld. Met deze groep overvalt Lawrence onder andere een peloton Turkse soldaten die net een slachtpartij hebben aangericht onder de dorpelingen van Tafas. Het wordt een bloedbad waarbij Lawrence eigenhandig veel mannen doodt. Vervolgens trekken ze verder naar Damascus, en nemen deze stad in.
De Arabieren zetten na de overwinning een raad op om de stad te besturen, maar daar ze bijna allemaal nomaden zijn hebben ze weinig ervaring met een dergelijke taak. Al snel vertrekken ze en komt Damascus in Britse handen. Lawrence krijgt promotie tot kolonel en wordt meteen uit zijn gezag ontheven en terug naar huis gestuurd. Hij is niet langer nodig.
Na zijn vertrek stellen de Fransen en Britten het Sykes-Picotverdrag in werking, en verdelen het Midden-Oosten naar hun eigen inzichten waarbij zij zich niets gelegen laten liggen aan de oude structuren die in honderden jaren tussen de stammen tot stand waren gekomen. Tot op vandaag ziet de kaart van het Midden-Oosten er grotendeels uit zoals toen bepaald.

## Rolverdeling

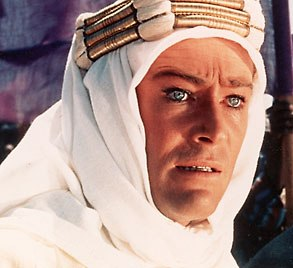
Peter O'Toole als T.E. Lawrence

| Acteur         | Personage                     |
| -------------- | ----------------------------- |
| Peter O'Toole  | T.E. Lawrence                 |
| Alec Guinness  | Prins Feisal                  |
| Anthony Quinn  | Auda abu Tayi                 |
| Jack Hawkins   | Generaal Edmund Allenby       |
| Omar Sharif    | Sherif Ali                    |
| José Ferrer    | Turkse Bei                    |
| Anthony Quayle | Colonel Brighton              |
| Claude Rains   | Mr. Dryden                    |
| Arthur Kennedy | Jackson Bentley               |
| Donald Wolfit  | Generaal Sir Archibald Murray |
| I.S. Johar     | Gasim                         |
| Gamil Ratib    | Majid                         |
| Michel Ray     | Farraj                        |
| John Dimech    | Daud                          |
| Zia Mohyeddin  | Tafas                         |

## Achtergrond

### Productie
Films over het leven van T. E. Lawrence stonden al langere tijd op de planning. In de jaren veertig wilde Alexander Korda reeds een film maken met Laurence Olivier als Lawrence, maar financiële problemen dwongen hem dit plan op te geven. Toen Lawrence of Arabia voor het eerst werd aangekondigd, gaf Lowell Thomas Spiegel en de scenarioschrijvers Bolt en Wilson een groot aantal werken die hij had geschreven over Lawrence tijdens en na zijn ontmoeting met hem. Spiegel sloeg dit aanbod echter af.

Michael Wilson schreef het originele scenario voor de film. David Lean was niet tevreden met dit scenario, vooral omdat het voornamelijk draaide om de historische en politieke aspecten van de Arabische opstand. Hij vroeg Robert Bolt het script te herschrijven zodat Lawrence meer op de voorgrond zou komen. Lean liet zich voor de opnames inspireren door John Fords film The Searchers (1956).
De opnames begonnen op 15 mei 1961, en duurden tot 20 oktober 1962. De woestijnscènes werden opgenomen in Jordanië en Marokko, evenals Spanje. De film zou oorspronkelijk geheel in Jordanië opgenomen gaan worden. De overheid van Hoessein van Jordanië was zelfs erg behulpzaam bij het ondersteunen van de opnames. Tijdens de opnames ontmoette Hoessein Toni Gardiner, met wie hij vervolgens trouwde. Er ontstonden alleen spanningen toen lokale officials ontdekten dat acteur Henry Oscar, die geen Arabisch sprak, zou citeren uit de Koran. Hier werd pas toestemming voor gegeven toen de producers beloofden een imam bij de opnames te betrekken om verkeerde uitspraken te voorkomen.
In Jordanië wilde Lean onder andere filmen in het echte Akaba en de archeologische opgraafplaats in Petra. De aanval op Akaba werd echter gefilmd in een droge rivierbedding in het zuiden van Spanje. De set voor de scène bestond uit 300 gebouwen.
De productie van de film werd een paar keer vertraagd, vooral omdat het scenario nog niet was voltooid toen de opnames begonnen. Toen Wilson er vroegtijdig mee ophield, nam Bolt het productiewerk van hem over.
De kamelen die werden gebruikt zorgden ook geregeld voor problemen op de set. O'Toole kon niet op een kameel rijden, en vond het zadel onplezierig. Hij loste dit probleem op door een stukje schuimrubber aan het zadel toe te voegen; iets wat veel andere acteurs later overnamen. Het idee werd zelfs overgenomen door bedoeïenen.

### Historische accuraatheid
De historische accuraatheid van de film, vooral de manier waarop Lawrence wordt neergezet, wordt vaak in twijfel getrokken door geleerden. De meeste personages in de film zijn echt bestaande mensen, en de gebeurtenissen zijn grotendeels gebaseerd op geaccepteerde historische feiten en Lawrence’s eigen verslag. Wel hebben de filmmakers aan bepaalde situaties hun eigen draai gegeven.
Bepaalde scènes, zoals de aanval op Akaba, zijn sterk aangedikt voor de film. De scènes bij de Arabische raad zijn grotendeels onwaar, daar de meeste raadsleden in Syrië verbleven, en aan de macht bleven tot de Fransen de macht grepen in 1920. De tijdlijn van de film, vooral waarin de gebeurtenissen rondom de Arabische opstand en de Eerste Wereldoorlog, wordt vaak in twijfel getrokken. Zo vertelt in de film Bentley dat de Amerikanen zich nog niet in de oorlog hebben gemengd, terwijl de scène zich afspeelt in 1917; een tijd waarin Amerika al enkele maanden meevocht.
De meeste klachten over de accuraatheid van de film gingen over Lawrence zelf. Zo wordt Lawrence in de film neergezet als egoïstisch. Ook op enkele andere personages kwam kritiek, zoals het feit dat generaal Allenby werd neergezet als een cynische bevelhebber. Allenby en Lawrence hadden in werkelijkheid respect voor elkaar. Het feit dat Auda Abu Tayi werd neergezet als een man die enkel op geld uit is, is ook historisch onjuist.
Een van de mensen die het meest kritiek had op de film, was professor A.W. Lawrence; de jongere broer van T.E. Lawrence. Hij vertelde zijn eigen broer niet te herkennen in de film.
De Allenby-familie stuurde een officiële klacht naar Columbia voor de manier waarop hun voorouder werd neergezet in de film.

### Muziek
De filmmuziek werd gecomponeerd door Maurice Jarre, die destijds nog vrij onbekend was. Hij werd gekozen nadat eerst William Walton en Malcolm Arnold waren benaderd, maar beide niet beschikbaar waren. Jarre had zes weken de tijd om twee uur aan muziek te componeren voor Lawrence.
De muziek werd opgenomen door het London Philharmonic Orchestra.

### Vervolg
In 1990 verscheen de televisiefilm A Dangerous Man: Lawrence After Arabia, bedoeld als vervolg op de film. De hoofdrol wordt gespeeld door Ralph Fiennes.
De film draait vooral om de pogingen van Lawrence en Feisal om onafhankelijkheid voor Arabië te krijgen tijdens de conferentie voor de Vrede van Versailles.

## Prijzen en nominaties

### Filmprijzen
| Jaar | Prijs                                 | Categorie                                              | Genomineerde(n)                    | Uitslag     |
| ---- | ------------------------------------- | ------------------------------------------------------ | ---------------------------------- | ----------- |
| 1962 | Best Cinematography Award             | -                                                      | Freddie Young                      | Gewonnen    |
| 1962 | NBR Award                             | beste regisseur                                        | David Lean                         | Gewonnen    |
| 1963 | Academy Award                         | Best Art Direction-Set Decoration, Color               | John Box, John Stoll, Dario Simoni | Gewonnen    |
| 1963 | Academy Award                         | Beste camerawerk, kleur                                | Freddie Young                      | Gewonnen    |
| 1963 | Academy Award                         | Beste regisseur                                        | David Lean                         | Gewonnen    |
| 1963 | Academy Award                         | Beste montage                                          | Anne V. Coates                     | Gewonnen    |
| 1963 | Academy Award                         | Beste muziek                                           | Maurice Jarre                      | Gewonnen    |
| 1963 | Academy Award                         | Beste film                                             | Sam Spiegel                        | Gewonnen    |
| 1963 | Academy Award                         | Beste geluid                                           | John Cox                           | Gewonnen    |
| 1963 | Academy Award                         | Beste acteur                                           | Peter O'Toole                      | Genomineerd |
| 1963 | Academy Award                         | Beste mannelijke bijrol                                | Omar Sharif                        | Genomineerd |
| 1963 | Academy Award                         | Beste scenario                                         | Robert Bolt, Michael Wilson        | Genomineerd |
| 1963 | Eddie                                 | Best gemonteerde film                                  | Anne V. Coates                     | Genomineerd |
| 1963 | BAFTA Film Award                      | Beste Britse acteur                                    | Peter O'Toole                      | Gewonnen    |
| 1963 | BAFTA Film Award                      | Beste Britse film                                      | -                                  | Gewonnen    |
| 1963 | BAFTA Film Award                      | Beste Britse scenario                                  | Robert Bolt                        | Gewonnen    |
| 1963 | BAFTA Film Award                      | Beste film uit elke bron                               | -                                  | Gewonnen    |
| 1963 | BAFTA Film Award                      | Beste buitenlandse acteur                              | Anthony Quinn                      | Genomineerd |
| 1963 | Directors Guild of America Award      | Outstanding Directorial Achievement in Motion Pictures | David Lean, Roy Stevens            | Gewonnen    |
| 1963 | Golden Globe                          | Beste cinematografie – kleur                           | Freddie Young                      | Gewonnen    |
| 1963 | Golden Globe                          | Beste film – drama                                     | -                                  | Gewonnen    |
| 1963 | Golden Globe                          | Beste filmregisseur                                    | David Lean                         | Gewonnen    |
| 1963 | Golden Globe                          | Beste mannelijke bijrol                                | Omar Sharif                        | Gewonnen    |
| 1963 | Golden Globe                          | Beste filmacteur – drama                               | Peter O'Toole                      | Genomineerd |
| 1963 | Golden Globe                          | Beste filmacteur – drama                               | Anthony Quinn                      | Genomineerd |
| 1963 | Golden Globe                          | Beste filmmuziek                                       | Maurice Jarre                      | Genomineerd |
| 1963 | Golden Laurel                         | Top Road Show                                          | -                                  | Gewonnen    |
| 1963 | Golden Laurel                         | Top Male Dramatic Performance                          | Peter O'Toole                      | Genomineerd |
| 1963 | Golden Laurel                         | Top Male Supporting Performance                        | Omar Sharif                        | Genomineerd |
| 1963 | Golden Laurel                         | Top Song                                               | Maurice Jarre                      | Genomineerd |
| 1963 | Writers' Guild of Great Britain Award | Beste Britse dramatische scenario                      | Robert Bolt, Michael Wilson        | Gewonnen    |
| 1964 | Premi David di Donatello              | Beste buitenlandse film                                | Sam Spiegel                        | Gewonnen    |
| 1964 | Grammy Award                          | Beste originele muziek van een film                    | Maurice Jarre                      | Genomineerd |
| 1964 | Silver Ribbon                         | beste regisseur – buitenlandse film                    | David Lean                         | Gewonnen    |
| 1964 | Kinema Junpo Award                    | Beste buitenlandstalige film                           | David Lean                         | Gewonnen    |
| 2001 | PGA Hall of Fame - Motion Pictures    | -                                                      | -                                  | Gewonnen    |

### Overige erkenningen
In 1991 werd de film opgenomen in het National Film Registry
American Film Institute erkenning
- 1998 AFI's 100 Years...100 Movies #5
- 2001 AFI's 100 Years...100 Thrills # 23
- 2003 AFI 100 jaar... 100 helden en schurken:
  - T.E. Lawrence, held #10
- 2005 AFI's 100 Years of Film Scores #3
- 2006 AFI's 100 Years...100 Cheers #30
- 2007 AFI's 100 Years...100 Movies (10-jarig jubileum) #7
- 2008 AFI's 10 Top 10 — #1 Epic film